# Lepidoblepharis heyerorum
Lepidoblepharis heyerorum är en ödleart som beskrevs av  Paulo Emilio Vanzolini 1978. Lepidoblepharis heyerorum ingår i släktet Lepidoblepharis och familjen geckoödlor. Inga underarter finns listade i Catalogue of Life.